# Château d'Hemsrode
Le château d'Hemsrode (en néerlandais Kasteel Hemsrode) est un château avec domaine situé au n° 3 Hemsrode dans la ville d'Anzegem dans la province de Flandre-Occidentale.

## Histoire
Ce château était le siège de la seigneurie d'Hemsrode, la seigneurie principale d'Anzegem, bien qu'il ne soit pas celui de la seigneurie du village.

### Historique des propriétaires
Le premier seigneur survivant fut Joos van Hemsrode, mentionné en 1283 ou 1284. En 1344, il est mentionné un Wouter van Halewijn. La famille resta propriétaire jusqu'en 1444, date à laquelle la seigneurie fut vendu à Roland d'Uytkercke. Par mariage, il est passé successivement aux familles van Borselen et van Brederode. En 1536, il fut acheté par Jan Crombach et en 1538 par Joris van Lummene.
En 1658, Nicolaas du Jardin rachète la seigneurie et il reconstruit le château - alors délabré - en 1660. Après cela, plusieurs familles en deviennent propriétaires. Le marquis de Courtebourne agrandit les ailes et la tour en 1872. Sa fille unique entra au monastère et en 1884, elle donna le château à la comtesse de Limburg Stirum. Après cela, les propriétaires ont continué à être des membres de cette famille ou de leurs consorts.
Pendant la Seconde Guerre mondiale, le château fut occupé par les Allemands mais il fut détruit par un incendie en août 1940,. Les annexes, comprenant une remise et des logements pour le personnel, ont été aménagées à destination de l'hébergement de la famille en 1955.
Le domaine a été vendu vers 2020.

### Histoire du bâtiment
L'histoire de la construction de ce château remonte à environ 900. Les canaux ont probablement été construits à partir du transfert de la propriété à l'Abbaye Saint-Pierre de Gand.
Le domaine se composait d'une cour avec le château actuel à l'ouest de celle-ci, qui a été construit en 1660 par Nicolaas du Jardin après une période de d'abandon. Le bâtiment n'avait qu'un seul étage puis il a ensuite été surélevé. Vers 1870, une aile est ajoutée de part et d'autre du château, d'après un projet d'Aimable Désiré Limbourg (1810-1894) et inspiré du château d'Elsegem.
Le château fut détruit par un incendie en 1940, mais la remise de 1640 fut transformée en résidence pour les propriétaires en 1955.
Le parc suit un dessin géométrique et possède le caractère du style baroque. Il associé à de larges canaux et des plans d'eau. Dans la seconde moitié du XIXe siècle, une partie a également été repensée dans un style paysager. Une ruine de temple a été ajoutée comme fabrique de jardin.

## Source
- (nl) Cet article est partiellement ou en totalité issu de l’article de Wikipédia en néerlandais intitulé « Kasteel Hemsrode » (voir la liste des auteurs).